# Grote Prijs Stad Zottegem 2001
Il Grote Prijs Stad Zottegem 2001, sessantaseiesima edizione della corsa, si svolse il 21 agosto 2001 su un percorso di 187 km, con partenza e arrivo a Zottegem. Fu vinto dal belga Jo Planckaert della Cofidis davanti agli olandesi Jans Koerts e Aart Vierhouten.

## Ordine d'arrivo (Top 10)
| Pos. | Corridore         | Squadra                           | Tempo    |
| ---- | ----------------- | --------------------------------- | -------- |
| 1    | Jo Planckaert     | Cofidis                           | 4h16'00" |
| 2    | Jans Koerts       | Mercury                           | s.t.     |
| 3    | Aart Vierhouten   | Rabobank                          | s.t.     |
| 4    | Roberto Lochowski | Team Fakta                        | s.t.     |
| 5    | Roger Hammond     | Collstrop-Palmans                 | s.t.     |
| 6    | Wim Vansevenant   | Mercury                           | s.t.     |
| 7    | Bjorn Cornelissen | Axa-VVZ Professional Cycling Team | s.t.     |
| 8    | Jürgen Werner     | Team Nürnberger                   | s.t.     |
| 9    | Hans de Clercq    | Lotto-Adecco                      | s.t.     |
| 10   | Kris Gerits       | Vlaanderen-T Interim              | s.t.     |